# Take a Chance on Me (JLS)
Take a Chance on Me è un brano musicale della boy band britannica JLS, estratto come secondo singolo dal terzo album del gruppo Jukebox il 4 novembre 2011. Il brano è stato scritto da Emile Ghantous, Frankie Bautista, Nasri Atweh e Nick Turpin, e prodotto da Chris Braide. Il singolo ha debuttato alla seconda posizione della Official Singles Chart, con 67,850 copie vendute nella prima settimana.

## Critica
Il brano ha ricevuto una buona ricezione dalla critica, The Guardian la definì come una ballata nello stile di Bruno Mars.

## Tracce
Download digitale
1. Take a Chance on Me - 3:36
2. Take a Chance on Me (Soul Seekerz Club Mix) - 7:17
3. Take a Chance on Me (The Wideboys Club Mix) - 5:41
4. Unstoppable - 4:21

CD single
1. Take a Chance on Me - 3:40
2. Unstoppable - 4:21

## Classifiche
| Classifica(2011) | Posizione più alta |
| ---------------- | ------------------ |
| Irlanda          | 13                 |
| Regno Unito      | 2                  |